# بوابة جدة الاقتصادية
بوابة جدة الاقتصادية موقع اقتصادي الكتروني تابع للغرفة التجارية الصناعية بجدة، يهدف إلى توفير قواعد معلومات اقتصادية لقطاعات الأعمال المختلفة في منطقة مكة المكرمة ومحافظة جدة والمملكة العربية السعودية من الجهات الموثوقة، كما أنه يُعنى بتوعية مجتمع المال والأعمال حول كيفية الاستفادة من المعلومات الاقتصادية في تنمية أعمالهم داخل المملكة وخارجها، حيث أن موقع البوابة يمثل واحدا من المواقع الأكثر شمولاً فيما يخص تقديم المعلومات الاقتصادية الدقيقة الخاصة بإمارة منطقة مكة بشكل خاص والمملكة العربية السعودية بشكل عام.

## الفئات المستهدفة
- رجال وسيدات الأعمال
- المستثمرون
- مجالس الأعمال
- القنصليات والملحقيات
- الوفود الزائرة
- رواد الأعمال
- الباحثون والمهتمون

## القطاعات التي يخدمها موقع بوابة جدة الاقتصادية
- القطاع النقدي والمصرفي والمالي
- الأرقام القياسية للأسعار
- البنية الأساسية

- الكهرباء
- الغاز
- الطاقة
- البنية التحتية

- التجارة الخارجية
- الخدمات الاجتماعية
- سيدات الأعمال
- الأسواق المالية
- العمالة

## أقسام موقع بوابة جدة الاقتصادية
- التقارير الاقتصادية والدراسات والبحوث
- الاحصائيات الاقتصادية
- خطط التنمية ومنجزاتها
- الاتفاقيات

- اتفاقيات المملكة العربية السعودية
- اتفاقيات غرفة جدة

- السوق الإلكتروني
- قسم الوفود التجارية
- الفرص الاستثمارية
- عالم المنشآت الصغيرة
- الألآت الحاسبة المتخصصة

- الآلة الحاسبة الشخصية (حساب المصروفات الشخصية وإعداد الميزانيات الشخصية)
- الآلة الحاسبة الاقتصادية (مصاريف إنشاء مشروع جديد، نقطة التعادل، التدفق النقدي المخصوم، الميزانية العمومية، الربح والخسارة)

- قسم الأسئلة والأجوبة
- قسم المقالات الاقتصادية
- قسم الصادرات والواردات
- الميزان التجاري
- الأنظمة والإجراءات
- المناقصات
- الأخبار

- أخبار المملكة
- أخبار مدينة جدة
- أخبار الاستثمار

- سوق الأسهم السعودي، العملات, النفط والمعادن
- الدليل التجاري والصناعي
- البحث عن اعضاء الغرفة التجارية الصناعية بجدة
- دليل مدينة جدة
- الفعاليات
- الصور والفيديو
- دليل التخفيضات
- السكان
- التنمية البشرية

- التعليم
- الصحة

- الزراعة
- الخدمات
- التجارة
- البناء والتشييد
- الصناعة
- السياحة
- الطاقة
- تقنية المعلومات والاتصالات
- الاستثمار الأجنبي
- المنشآت الصغيرة والناشئة